# امامزاده ناصر و یاسر
ناصر و یاسر از فرزندان موسی بن جعفر هستند. آرامگاه آن دو در روستای  گلستان واقع در ۵ کیلومتری غرب مشهد (مسیر مشهد به طرقبه) قرار گرفته‌است. 
بنا به گفتهٔ مدیر فرهنگی اجتماعی این مجموعه، «سالانه سه میلیون زائر به بقعه امامزادگان یاسر و ناصر مشرف می‌شوند که ۲۰ درصد آنان زائران خارجی هستند.»بیشتر زائران خارجی مربوط به کشورهای عربی و حاشیهٔ خلیج فارس هستند.
مساحت فعلی این مجموعه هزار مترمربع است. طرح جامع توسعه بقعه امامزادگان ناصر و یاسر از سال ۱۳۹۲ آغاز شده و هم‌اکنون در حال اجرا است. در این طرح، هفت هکتار از اراضی اطراف این بقعه توسط خیرین شهرستان طرقبه شاندیز خریداری شده‌است. بر اساس برنامه‌ریزی‌های انجام گرفته، این اراضی به توسعه شبستان، ایجاد فضای سبز، اماکن اقامتی (زائرسرا)، سالن‌های غذاخوری، کتابخانه دیجیتال، سالن مشاوره و تجهیزات دیگر برای انجام امور فرهنگی اختصاص می‌یابد.
اعراب کشور عراق و همچنین کشورهای حاشیه خلیج فارس ارادت خاصی نسبت به این دو امام زاده بزرگوار دارند و در ایام خاصی خصوصا ماه محرم با برقراری دسته‌های سینه زنی عزاداری شایانی برگزار میکننداگر در طول سال به زیارت این امام زادگان مشرف شوید مشاهده میکنید بیشتر زوار عرب هستند.